# Provincia de Borneo
La provincia de Kalimantan (en indonesio: Provinsi Kalimantan) es el nombre de una antigua provincia de Indonesia que se formó el 14 de agosto de 1950 y tenía su capital en Banjarmasin, siendo su primer gobernador el dr. Murdjani (1950-1953) y como jefe regional de la provincia a Mas Subarjo (1950-1953). En 1945 esta provincia fue renombrada a provincia de Borneo.
En 1957, la provincia de Borneo se dividió en tres provincias, Borneo Occidental, Borneo Oriental y Borneo Meridional. Sin embargo, la provincia de Borneo Meridional (antes Kalimantan Induk) todavía celebra el nacimiento de la provincia como el aniversario de la provincia de Borneo, que nació el 14 de agosto de 1950.